# Rüfenach
Rüfenach är en ort och kommun i distriktet Brugg i kantonen Aargau, Schweiz. Kommunen har 874 invånare (2023). Kommunen består av byarna Rüfenach, Hinterrein och Vorderrein.